# Дреново (община Чашка)
Вижте пояснителната страница за други значения на Дреново.
Дреново (изписване до 1945 година: Дрѣново; на македонска литературна норма: Дреново) е село в Северна Македония, част от община Чашка.

## География
Селото е разположено в централната част на Северна Македония, в горната част на долината на река Тополка. Църквата в селото е „Света Богородица“. Църквата „Възнесение Господне“ е от XVII век.

## История
В „Етнография на вилаетите Адрианопол, Монастир и Салоника“, издадена в Константинопол в 1878 година и отразяваща статистиката на населението от 1873 година, Дреново (Drenovo) е посочено като село с 32 домакинства и 127 жители българи. Според статистиката на Васил Кънчов („Македония. Етнография и статистика“) в края на XIX век Дрѣново има 450 жители, всички българи християни.
В началото на XX век цялото селото е под върховенството на Българската екзархия. По данни на секретаря на екзархията Димитър Мишев („La Macédoine et sa Population Chrétienne“) в 1905 година в Дреново (Drenovo) има 536 българи екзархисти.
Дреново е едно от ключовите села, оказали упорита съпротива на четите на сръбската въоръжена пропаганда, вилнееща из селата на Азот и Грохот. През 1907 година, при нападението на сръбски чети и гибелта на войводата на ВМОРО Стефан Вардарски, са изгорени 11 къщи в Дреново.
През учебната 1912/1913 година учител в селото е Лазар Шулев.
При избухването на Балканската война в 1912 година двама души от Дреново са доброволци в Македоно-одринското опълчение.
След Междусъюзническата война в 1913 година селото попада в Сърбия.
На етническата си карта от 1927 година Леонард Шулце Йена показва Дреново (Drenovo) като българско християнско село.

## Личности
Родени в Дреново
- Иван Тасков Трайков (1875/1876 – след 1943), македоно-одрински опълченец, служил във II картечна рота на V одринска дружина; на 29 март 1943 година, като жител на Велес, подава молба за българска народна пенсия, която е одобрена и пенсията е отпусната от Министерския съвет на Царство България[10][11]

Починали в Дреново
- Стефан Вардарски (? – 1907), български революционер
- Щерю Влашето (? – 1907), български революционер от ВМОРО, родом от Крушево, четник при Стефан Вардарски[12]